# Viktória Wagner-Gyürkés
Viktória Wagner-Gyürkés (* 15. Oktober 1992 in Budapest als Viktória Gyürkés) ist eine ungarische Mittelstrecken- und Hindernisläuferin.

## Sportliche Laufbahn
Erste internationale Erfahrungen sammelte Viktória Wagner-Gyürkés im Jahr 2007, als sie bei den Jugendweltmeisterschaften in Ostrava im 800-Meter-Lauf mit 2:15,64 min in der ersten Runde ausschied. Zwei Jahre später belegte sie bei den Jugendweltmeisterschaften in Brixen in 2:12,60 min den achten Platz und erreichte anschließend beim Europäischen Olympischen Jugendfestival (EYOF) in Tampere in 2:10,07 min Rang fünf. 2010 schied sie bei den Juniorenweltmeisterschaften in Moncton im 1500-Meter-Lauf mit 4:23,51 min im Vorlauf aus und 2015 nahm sie als Studentin der Semmelweis-Universität an der Sommer-Universiade im südkoreanischen Gwangju teil und belegte dort in  10:17,46 min den zehnten Rang im Hindernislauf.
2016 qualifizierte sie sich im Hindernislauf für die Europameisterschaften in Amsterdam, erreichte dort in 9:59,08 min aber nicht das Finale. Im Jahr darauf nahm sie erstmals an den Weltmeisterschaften in London teil und schied dort mit 9:37,06 min im Vorlauf aus. Anschließend gewann sie bei den Studentenweltspielen in Taipeh in 9:52,17 min die Silbermedaille hinter der Türkin Tuğba Güvenç. 2018 gelangte sie bei den Europameisterschaften in Berlin das Finale und erreichte dort nach 9:40,41 min den 13. Rang. Im Jahr darauf startete sie bei den Halleneuropameisterschaften in Glasgow im 3000-Meter-Lauf und belegte dort in 9:03,56 min den neunten Platz. Ende September nahm sie erneut an den Weltmeisterschaften in Doha teil, bei denen sie mit 9:52,11 min in der Vorrunde ausschied. 2021 erreichte sie bei den Halleneuropameisterschaften in Toruń in 9:02,81 min Rang zehn im 3000-Meter-Lauf und im Jahr darauf verpasste sie bei den Europameisterschaften in München mit 15:16,11 min den Finaleinzug über 5000 Meter. 2023 wurde sie bei der 2. Liga der Team-Europameisterschaft im Rahmen der Europaspiele in Chorzów in 15:34,70 min Dritte und im August schied sie bei den Weltmeisterschaften in Budapest mit 15:29,42 min in der Vorrunde aus. Im Dezember gelangte sie bei den Crosslauf-Europameisterschaften in Brüssel mit 20:24 min auf den sechsten Platz in der Mixed-Staffel. Im Jahr darauf gelangte sie bei den Europameisterschaften in Rom mit 15:17,45 min auf Rang zwölf über 5000 Meter, ehe sie bei den Olympischen Sommerspielen in Paris mit 15:48,24 min den Finaleinzug verpasste.
Bei den erstmals ausgetragenen Straßenlauf-Europameisterschaften 2025 in Löwen landete sie nach 33:41 min auf dem 51. Platz über 10 km.
In den Jahren von 2008 bis 2010 wurde Wagner-Gyürkés ungarische Meisterin im 800-Meter-Lauf sowie 2017 und 2020 sowie 2022 und 2023 über 1500 Meter. Im Hindernislauf siegte sie 2014 und von 2016 bis 2018. Zudem siegte sie 2016 und 2020 sowie 2022 und 2023 im 5000-Meter-Lauf und 2024 über 10.000 Meter. In der Halle siegte sie 2009 und 2010, 2014, 2019 und 2020 über 800 Meter sowie 2010 und 2011 und von 2018 bis 2021 auch über 1500 Meter. Zudem wurde sie 2018 und 2021 Hallenmeisterin im 3000-Meter-Lauf.

## Persönliche Bestleistungen
- 800 Meter: 2:07,59 min, 2. August 2009 in Budapest
  - 800 Meter (Halle): 2:06,19 min, 23. Februar 2020 in Budapest
- 1500 Meter: 4:09,88 min, 30. Juni 2022 in Stockholm
  - 1500 Meter (Halle): 4:11,48 min, 5. Februar 2020 in Ostrava
- 3000 Meter: 8:48,83 min, 30. August 2022 in Rovereto
  - 3000 Meter (Halle): 8:55,45 min, 17. Februar 2021 in Toruń (ungarischer Rekord)
- 5000 Meter: 15:14,24 min, 10. Juni 2023 in Montesson
- 10.000 Meter: 32:45,88 min, 27. April 2024 in Gödöllő
- 10-km-Straßenlauf: 32:05 min, 8. April 2023 in Paderborn
- 3000 Meter Hindernis: 9:30,10 min, 12. Juni 2021 in Nizza